# 1. FV Bebra
Der 1. FV Bebra ist ein deutscher Sportverein aus dem hessischen Bebra. Heimstätte des Vereins ist die Biberkampfbahn, der Verein wurde 1911 gegründet und spielte in den 1920er Jahren kurzzeitig in der damals erstklassigen Kreisliga Hessen. Heute tritt der FV in einer Spielgemeinschaft in der Kreisoberliga Fulda Nord an.

## Geschichte
Der Verein wurde als FC Sport im Januar 1911 gegründet und kam erst 1918 zum heutigen Namen. Den bis heute größte Erfolg der Vereinsgeschichte wurde in den Spielzeiten der Westdeutschen Fußballmeisterschaft 1922/23 und 1923/24 mit den Teilnahmen an der höchsten Spielklasse, der Kreisliga Hessen, erreicht. Allerdings wurden in beiden Spielzeiten nur zwei Pluspunkte eingefahren.
Anfang der dreißiger Jahre wurde der Verein in VfL Reichsbahn Bebra umbenannt und trat 1939 im Vereinspokal gegen den Gauligateilnehmer SV Kurhessen Kassel an, das mit 2:3 verloren ging.
Nach dem Ende des Zweiten Weltkrieges trat man wieder als 1. FV Bebra an und verstärkte sich mit guten Fußballern der damals zahlreichen Flüchtlingen aus den deutschen Ostgebieten, die am Bahnhof Bebra strandeten. Schließlich zählte der Verein als Gründungsmitglied der neugegründeten Kurhessenliga.

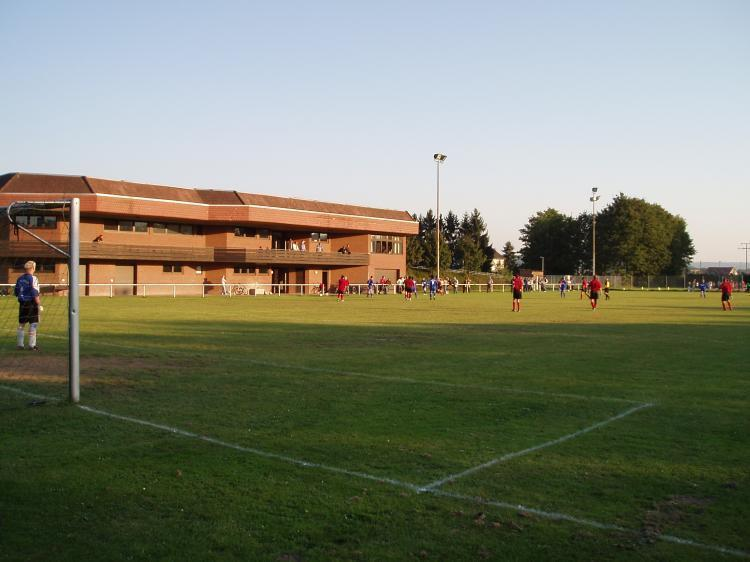
Biberkampfbahn Bebra

Im Jahr 1947 wurde der Aufstieg in die neugegründete Landesliga Fulda um einen Punkt verpasst, ein Jahr später (nun Landesliga Hessen) aber dennoch erreicht. Die wenig erfolgreiche Zeit in Hessens höchster Spielklasse wurde unter anderem durch Siege gegen Viktoria Aschaffenburg und den SV Wiesbaden unterbrochen. Es folgte der Abstieg in die 2. Amateurliga. Der Wiederaufstieg wurde 1952 in der Aufstiegsrunde gegen die SpVgg Olympia Kassel verpasst.
Nach wenig auffälligen Jahren war der FV 1965 Gründungsmitglied der Gruppenliga Nord. In der Saison 1966/67 wurde dabei der dritte Platz erreicht.
Ab 1975 erfolgte ein dauernde Krise und schließlich der Abstieg in die Bezirksklasse. In den Jahren 1978 bis 1984 wurde letztmals die Landesliga erreicht. Anschließend erfolgte ein Absturz bis in die Bezirksliga. Die Abwärtsspirale konnte in den 1990er Jahren kurzzeitig unterbrochen werden, als ein lokaler Mäzen in den Verein investierte und wieder die Bezirksoberliga erreicht werden konnte. Mit der Insolvenz des Mäzens ging jedoch auch der Abstieg des FV Bebra einher, der 1998 aus der Bezirksoberliga und nach einer längeren Phase in der Bezirksliga in der Saison 2009/10 in die Kreisliga A abstieg.
Seit der Saison 2010/2011 bildet der FV Bebra mit den Stadtteilvereinen FC Gilfershausen und SC Asmushausen / Braunhausen die Fußballspielgemeinschaft FSG Bebra. Bereits im ersten Jahr ihres Bestehens stieg die FSG in die Kreisoberliga auf.

## Ehemalige Spieler
- Shkodran Mustafi, deutscher Nationalspieler, Fußball-Weltmeister und Jugendspieler des FV Bebra